# Ганеева, Лиана Альбертовна
Лиана Альбертовна Ганеева (род. 20 декабря 1997, Старое Байсарово, Татарстан) — российская хоккейная защитница, игрок «Динамо-Нева» сборной России.

## Биография
В сезоне 2012/13 дебютировала в чемпионате России за команду «Арктик-Университет» из Ухты, была капитаном команды. С сезона 2017/2018 выступала за СК «Горный». С ноября 2020 года заявлена за команду «Динамо-Нева».

### В сборной
Выступала за юниорскую сборную России на чемпионатах мира по хоккею с шайбой, завоевала бронзовую медаль в 2015 году. В 2017 году сыграла 5 матчей на чемпионате мира по хоккею с шайбой. Выступала также на Зимней универсиаде, в составе команды стала обладательницей золотых медалей турнира. В 2018 году сыграла 6 матчей на хоккейном турнире Олимпийских игр в Пхёнчхане, забросила 1 шайбу в ворота соперников.